# Негроне, Бендинелли
Бендинелли Негроне (итал. Bendinelli Negrone; Генуя, 1627 — Генуя, 1707) — дож Генуэзской республики.

## Биография
Родился в Генуе в 1627 году. Получил хорошее образование и прошел военную подготовку. Он получил свою первую должность в возрасте двадцати лет, когда участвовал в оказании медицинской помощи жертвам эпидемии чумы , которая опустошила Геную в 1656-1657 годах.
Впоследствии представлял интересы Банка Сан-Джорджо, служил в магистрате бедных и заключенных, а в мае 1684 года, в составе военного кабинета под председательством дожа Франческо Мария Леркари Империале, вел дипломатические переговоры с Людовиком XIV.
Трижды избирался сенатором Республики. В 1691 году занял второе место на выборах дожа (307 голосов), проиграв Джованни Баттиста Каттанео (342 голосов).
Был избран дожем 16 сентября 1695 года, 133-м в истории Генуи, став одновременно королём Корсики. Его правление запомнилось налаживанием связей с Мальтийским Орденом, что позволило многим благородным генуэзским патрициям приобрести рыцарский титул. В 1696 году Орден подарил Генуе "символы власти" (корону, скипетр и ключи от города), которые будут прикреплены к статуе Мадонны, в то время стоявшей в соборе Святого Лаврентия, а затем перенесенной на площадь перед Дворцом Дожей.
Его мандат завершился 16 сентября 1697 года,  после чего был назначен пожизненным прокурором. Умер в Генуе в 1707 году, был похоронен в святилище Мадонна-дель-Монте.